# Buenos Aires (Pernambouc)
Pour les articles homonymes, voir Buenos Aires (homonymie).
Buenos Aires est une municipalité brésilienne située dans l'État du Pernambouc.